# Дулкар Салман
Дулкар Салман (*ദുൽഖർ സൽമാൻ, нар. 28 липня 1986) — індійський актор Моллівуду, бізнесмен. Переможець в номінації Найкраща чоловіча роль премії штату Керала у 2015 році.

## Життєпис
Походив з родини артистів. Син відомого малаяламського актора Маммутті та Сулфатх. Його двоюрідний брат Макбул Салман теж актор. Народився у 1986 році у м. Кочі. Здобув середню освіту в Школі сіша в м. Ченнаї. Продовжив навчання у США, де вступив до університету Пердью, який закінчив з дипломом бакалавра з управління бізнесом. Деякий час працював у США, втім перебрався до Індії.
Дулкар став досить успішним бізнесменом, відкривши свій вебпортал для торгівлі автомобілями, а пізніше очолив мережу стоматологічних клінік в Ченнаї, став керувати клінікою Motherhood Hospital в Бангалорі, чим займається досі.
Першу роль Дулкару Салману у 2009 році запропонував режисер Шіямапрасад у фільмі «Ritu» («Пори року»). Трохи пізніше до нього звернувся тамільський режисер найду Лінгусамі, який мав намір дебютувати в малаяламскому кіно. Проте обидві пропозиції були відхилені, оскільки Дулкар вирішив, що до роботи в кіно йому слід пізнати різні аспекти кінематографа, що він і вирушив вивчати в Мумбаї в театрального директора Баррі Джона. У 2011 році взяв шлюб з представницею відомої мусульманської родини з Ченнаї.
Для свого кінодебюту Дулкар обрав фільм свого друга — Шрінатха Раджендрана, який також дебютував, але як режисер. Це був фільм «Друге шоу», в якому Дулкар зіграв роль гангстера. Фільм вийшов на екрани 3 лютого 2012 року, був високо оцінений як глядачами, так і критиками, досягши в прокаті позначки у 100 днів.
Наступний фільм Дулкара — «Готель „Устад“», був також тепло зустрінутий і критиками, і глядачами, і став найуспішнішим малаяламським фільмом 2012 року. За роль в цьому фільмі Салман отримав свою першу номінацію на премію Filmfare за найкращу чоловічу роль. У 2013 році у фільмі «Народжений в Америці розгублений індієць» дебютував у цьому фільмі як закадровий виконавець з піснею «Johnny Mone Johnny».
У 2013 році його роль оповідача в «5 Sundarikal» («П'ять красивих жінок») отримала схвальні відгуки. Роль того ж року у фільмі «Neelakasham Pachakadal Chuvanna Bhoom» («Блакитне небо, зелена вода, червона земля») здивував глядачів неординарним стилем.
У 2014 році знявся у романтичній комедії «Salalah Mobiles», проте не мав значного успіху. Того ж року виконав роль у двомовному (тамілі/малаялам) фільмі «Vaayai Moodi Pesavum». При цьому тамільска версія стала більш популярною. Проте справжній успіх прийшов за фільми «Дні Бангалора» та «Вікрамадіт'ян». За роль у стрічці «Різний» від премії Asianet Film Awards здобув нагороду «Зірка року».
У 2015 році Дулкар закріпив свій акторський успіх, знявшись у фільмах «100 днів кохання», «O Kadhal Kanmani» («О, Любов, яблуко мого ока») «Чарлі». За роль в останньому здобув номінацію за найкращу чоловічу роль Кінопремії штату Керала.
Успіх тривав у 2016 році: у фільмі «Калі», що здобув найбільш касовий збір серед фільмів мовою малаялам у день відкриття. За нього у 2017 році отримав номінацію найкращий актор від критиків Asianet Film Awards. Також визнано успішними його ролі у кінострічках «Mudhugauv», «Kammatipaadam», «Ann Maria Kalippilaanu».
У 2017 році знявся у фільмі «Jomonte Suvisheshangal», що також мав успіх, а також у фільмах «Товариш в Америці», «Парава», «Соло». Почалися підготовка до зйомок фільму «Mahanati» мовами телуґу та тамілі.

## Родина
Дружина — Амал Суфія, архітектор.

## Фільмографія
- 2019 — «Фактор Зої» — Ніхіл Хода